# Dongtai (häradshuvudort i Kina)
Dongtai är en häradshuvudort i Kina. Den ligger i provinsen Jiangsu, i den östra delen av landet, omkring 170 kilometer nordost om provinshuvudstaden Nanjing. Antalet invånare är 110 988.
Runt Dongtai är det tätbefolkat, med 550 invånare per kvadratkilometer. Dongtai är det största samhället i trakten. Trakten runt Dongtai består till största delen av jordbruksmark.
Genomsnittlig årsnederbörd är 1 148 millimeter. Den regnigaste månaden är juli, med i genomsnitt 241 mm nederbörd, och den torraste är januari, med 30 mm nederbörd.